# Lago Pantano di Pignola
Lago Pantano di Pignola este o arie protejată (arie specială de conservare — SAC, sit de importanță comunitară — SCI, arie de protecție specială avifaunistică — SPA) din Italia întinsă pe o suprafață de 165 ha, integral pe uscat.

## Localizare
Centrul sitului Lago Pantano di Pignola este situat la coordonatele 40°35′18″N 15°44′46″E / 40.5883°N 15.7461°E.

## Înființare
Situl Lago Pantano di Pignola a fost declarat sit de importanță comunitară în septembrie 1995 pentru a proteja 50 de specii de animale. Alte tipuri de protecție:
- arie de protecție specială avifaunistică (în august 1999)[3]
- arie specială de conservare (în septembrie 2013)[2][4][5]

## Biodiversitate
Situată în ecoregiunea mediteraneană, aria protejată conține 4 habitate naturale: Pajiști umede mediteraneene cu ierburi înalte de Molinio-Holoschoenion, Râuri mediteraneene cu debit intermitent, cu specii de Paspalo-Agrostidion, Râuri mediteraneene cu debit permanent cu specii de Paspalo-Agrostidion și galerii riverane de Salix și de Populus alba, Lacuri eutrofice naturale cu vegetație de tip Magnopotamion sau Hydrocharition.
La baza desemnării sitului se află mai multe specii protejate:
- păsări (41): privighetoare-de-baltă (Acrocephalus melanopogon), ciocârlie-de-câmp (Alauda arvensis), pescăruș albastru (Alcedo atthis), rață mare (Anas platyrhynchos), egretă mare (Ardea alba), stârc galben (Ardeola ralloides), rață-cu-cap-castaniu (Aythya ferina), buhai de baltă (Botaurus stellaris), bătăuș (Calidris pugnax), erete de stuf (Circus aeruginosus), porumbel (Columba livia), porumbel gulerat (Columba palumbus), corb (Corvus corax), prepeliță (Coturnix coturnix), lebădă de vară (Cygnus olor), egretă mică (Egretta garzetta), șoim călător (Falco peregrinus), lișiță (Fulica atra), cocor (Grus grus), piciorong (Himantopus himantopus), stârc pitic (Ixobrychus minutus), ciocârlie de pădure (Lullula arborea), rață fluierătoare (Mareca penelope), rață pestriță (Mareca strepera), cormoran mic (Microcarbo pygmaeus), gaia neagră (Milvus migrans), gaia roșie (Milvus milvus), stârc de noapte (Nycticorax nycticorax), vrabie (Passer domesticus), viespar (Pernis apivorus), Phalacrocorax carbo sinensis, lopătar (Platalea leucorodia), țigănuș (Plegadis falcinellus), cristei de baltă (Rallus aquaticus), Spatula clypeata, turturică (Streptopelia turtur), fluierar de mlaștină (Tringa glareola), fluierar cu picioare verzi (Tringa nebularia), fluierarul cu picioare roșii (Tringa totanus), mierlă (Turdus merula), nagâț (Vanellus vanellus)
- amfibieni (2): Bombina pachypus, Triturus carnifex
- nevertebrate (3): Austropotamobius pallipes, croitorul mare al stejarului (Cerambyx cerdo), Melanargia arge
- pești (2): Alburnus albidus, Rutilus rubilio
- reptile (2): șarpele cu patru dungi (Elaphe quatuorlineata), țestoasa de baltă (Emys orbicularis)

Pe lângă speciile protejate, pe teritoriul sitului au mai fost identificate 36 de specii de plante, 2 specii de amfibieni, 1 specie de mamifere, 1 specie de nevertebrate, 2 specii de reptile.